# 相生カントリー倶楽部
相生カントリー倶楽部（あいおいカントリーくらぶ）は、兵庫県相生市にあるゴルフ場である。

## 概要
播磨造船所（後・石川島播磨重工業株式会社）の六岡周三社長は、船舶修理のため駐在している外国船の船員の余暇を慰めるため、また、自社の社員の休暇時に楽しんでもらうため、ゴルフ場を計画した。ゴルフ場の建設用地は、兵庫県相生市の社有の広大な丘陵地に、ゴルフ練習所と8ホールのコース「桜ヶ丘ゴルフ場」を開場した。
その後、市民の利用が増え、会員制への要望が高まり、1959年（昭和34年）5月31日、コース設計は佐藤儀一に依頼し、コースの造成工事が着工された。造成工事は、ゴルフ場の造成工事で実績豊富な安達建設に依頼した。安達建設は「普通ならば1ホールしか取れない処へ2ホールを入れるようなこともあって」「直径2メートルのコルゲートパイプをコースの下に埋め込み、このトンネルを利用して次のコースへゆかねばならぬような箇所を造らざるを得なかった」と嘆いた。用地面積15万坪（後・20万坪に拡張）では、きしきしときしむように詰め込まれたようである。
1960年（昭和35年）7月24日、18ホール、6,066ヤード、パー70（後・パー72）のゴルフ場が完成した。クラブハウスは、戦時中、播磨造船所が診療所を開設する目的で建設した木造2階建ての建物が、医者が集まらず遊んでいた建物を利用した。開場後、佐藤儀一は「ゴルフはボールの飛んでゆくところだけ拡げれば良い」が持論だったいう、「18ホールの平面図を見ると蛇が蛙を呑んだ様な形のホールが随所にできた」という。それでも、開場されたコースに播磨造船所は大満足で、プレーヤーたちを喜ばせた。

## 所在地
〒678-0011 兵庫県相生市那波野278番地

## コース情報
- 開場日 - 1960年7月24日
- 設計者 - 佐藤 儀一
- 面積 - 660,000m2（約19.9万坪）
- コースタイプ - 丘陵コース
- コース - 18ホールズ、パー72、6,102ヤード、コースレート68.4
- フェアウェー - コウライ
- ラフ - ノシバ
- グリーン - 1グリーン、コウライ
- ラウンドスタイル - キャディとセルフ併用、乗用カート使用、ツーサム可
- 練習場 - 無し
- 休場日 - 不定休[2][3]

## クラブ情報
- ハウス面積 - 3,628m2（1,097.4坪）
- ハウス設計 - 清水建設 株式会社
- ハウス施工 - 清水建設 株式会社[2][3]

## ギャラリー
- コース - 「相生カントリー倶楽部」、コースレイアウト、2021年4月26日閲覧
- ハウス - 「相生カントリー倶楽部」、クラブハウス、2021年4月26日閲覧

## 交通アクセス
- 鉄道 - JR西日本（山陽新幹線・山陽本線・赤穂線） - 相生駅より タクシー利用約5分
- 道路 - 山陽自動車道 - 龍野西ICより 3km[4]

## 関連文献
- 『ゴルフ場ガイド 西版』、2006-2007、「相生カントリー倶楽部」、東京 ゴルフダイジェスト社、2006年5月、2021年4月26日閲覧
- 『美しい日本のゴルフコース BEAUTIFUL GOLF CULTURE IN JAPAN 日本のゴルフ110年記念 ゴルフは日本の新しい伝統文化である』、ゴルフダイジェスト社「美しい日本のゴルフコース」編纂委員会編、「船舶修理で長期逗留する船員のため造船所敷地に8ホールを造成したのがルーツ」、東京 ゴルフダイジェスト社、2013年12月、2021年4月26日閲覧